# (5290) Langevin
Pour les articles homonymes, voir Langevin.
(5290) Langevin est un astéroïde de la ceinture principale.

## Description
(5290) Langevin est un astéroïde de la ceinture principale. Il fut découvert par Henry E. Holt le 30 juillet 1990 à l'observatoire Palomar. Il présente une orbite caractérisée par un demi-grand axe de 2,73 UA, une excentricité de 0,061 et une inclinaison de 11,18° par rapport à l'écliptique.

Il fut nommé en hommage à Yves Langevin, planétologue à l'Institut d'astrophysique spatiale de l'Université d'Orsay.

## Compléments